# Кампорополо (Перуђа)
Кампорополо је насеље у Италији у округу Перуђа, региону Умбрија.
Према процени из 2011. у насељу је живело 135 становника. Насеље се налази на надморској висини од 233 м.